# My Band
My Band è un singolo del gruppo musicale statunitense D12, pubblicato nel 2004 come primo singolo estratto dal loro secondo album in studio D12 World.

## Descrizione
My Band è una parodia della falsa convinzione secondo cui Eminem è il "leader" dei D12. È stato il singolo di maggior successo del gruppo, al secondo posto in classifica in Gran Bretagna, al sesto negli Stati Uniti e al primo in Australia.

### Testo
La breve introduzione riassume il significato del brano, ovvero prendere in giro l'idea che Eminem sia il leader del gruppo e che renda gli altri D12 gelosi l'uno dell'altro. Nel ritornello il rapper parla di come le ragazze abbiano confidenza dei D12 solo perché ne fa parte, anche se “non sanno nemmeno il nome della sua band”.  Nel primo verso Eminem parla della propria popolarità, e così descrive episodi su come incontrare i suoi fan giù dal palco, e quando il collega Kuniva prova ad attaccarlo quando dice che Jessica Alba sarà la sua futura moglie. Vi è anche un riferimento esplicito al sesso orale, quando il rapper dichiara che grazie alla sua popolarità alcune ragazze provano a “succhiargli il cazzone ”.
Nella seconda strofa Swift descrive alcune delle conseguenze negative di questa propaganda per gli altri D12. Kon Artis e Kuniva parlano insieme di ciò nel terzo verso, con Eminem che li interrompe di tanto in tanto, e i due si ritrovano incapaci di insultarlo. Esattamente come Swift, Proof si lamenta della propaganda nel suo spezzone, e qui parla di come la gente che vede ciò non sa nient'altro sui D12; a questo punto un fan esclama “Dove sono Obie e Dre?”, riferimento ad Obie Trice e Dr. Dre, perché pensa che facciano parte del gruppo solo per il loro legame con Eminem.
Nel quinto verso Bizarre attacca i media per concetti che ritiene senza senso, e sostiene che in realtà è lui il membro più famoso, e in alcune parti minaccia addirittura di lasciare i D12. Poco dopo vi è un controcanto melodico di Eminem, poi seguito da Bizarre che canta con tono irriverente il ritornello. Alla fine Eminem canta con accento messicano e "annuncia" il finto singolo "My Salsa", una parodia del brano di successo Milkshake, di Kelis.

### Videoclip
Il video inizia mostrando gli altri D12 che guardano dalla finestra di una porta. Scorgono il loro celebre collega mentre riceve un massaggio, scena che ricorda l'interludio, e in seguito si vede Eminem in una limousine. Poi compare Eminem in un backstage dove si vanta della sua popolarità davanti a due sue fan, e in seguito esce su vari palchi. Continua il video con Proof che parla delle vendite della crew.
In particolare si fa ricordare una delle scene finali, in cui Bizarre ed Eminem prendono in giro la controversa esibizione di Janet Jackson al Super Bowl XXXVIII, con Bizarre nel ruolo di Janet ed Eminem in quello di Justin Timberlake. Quando il rapper mostra i piercing sui capezzoli, il suo collega cerca di coprirglieli. In un'altra scena, come sulla copertina di D12 World, tutti i D12 appaiono vestiti come membri di una boy band, e in altri spezzoni Bizarre corre su un tappeto mobile per tornare in forma, parodiando il video di In da Club, il singolo d'esordio di 50 Cent.